# Bikkershof
De Bikkershof is een openbare binnentuin in de wijk Wittevrouwen te Utrecht.
De tuin is ontstaan uit een bewonersinitiatief in 1979, na het vertrek van twee autogarages, die waren gevestigd op het binnenterrein dat wordt omsloten door Bekkerstraat, Bouwstraat en Goedestraat.
De aanwezigheid van vervuilde grond maakte bodemsanering noodzakelijk, waardoor de opening pas in 1986 een feit was.